# Soldadura GMAW

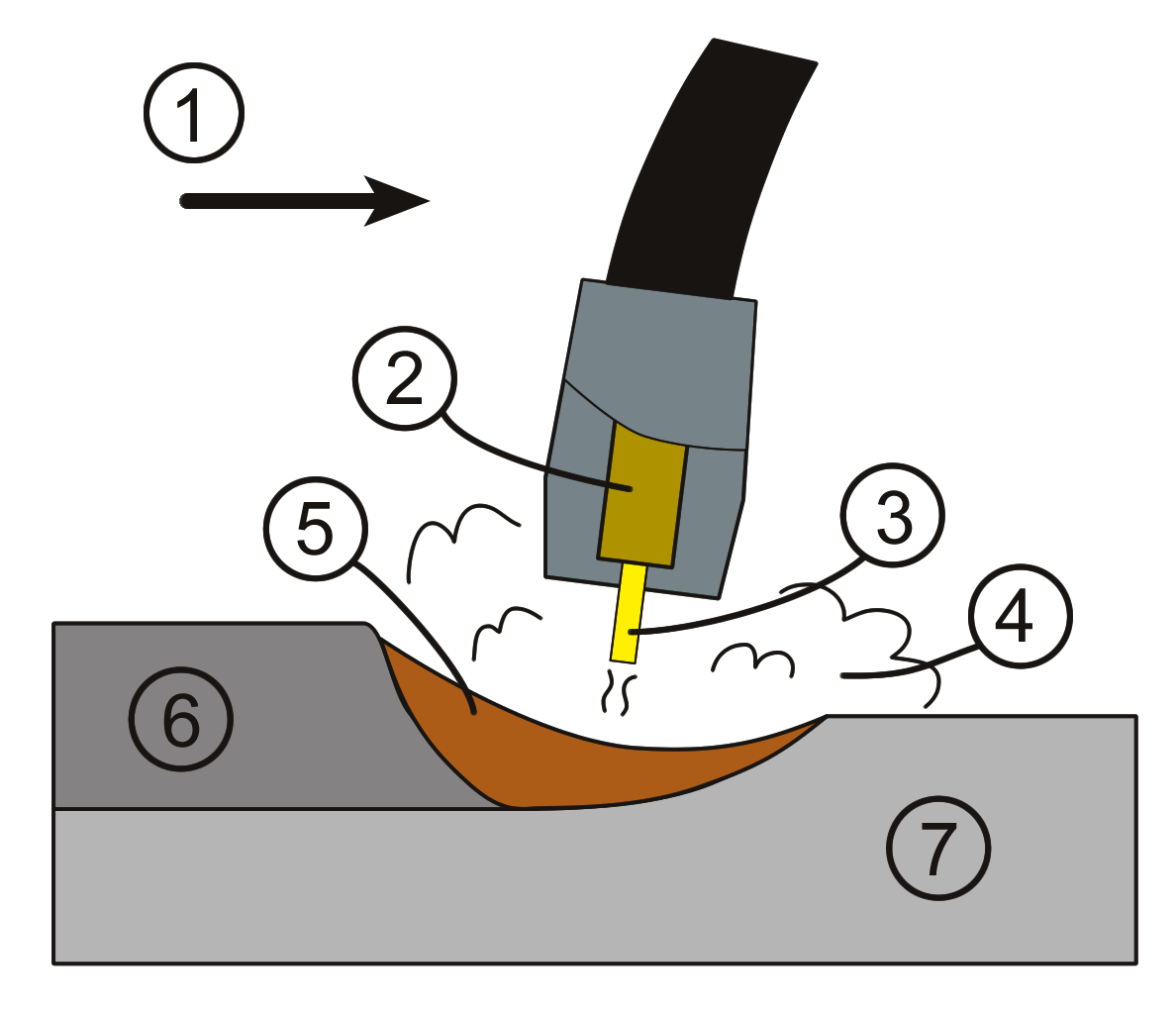
GMAW àrea de soldat. (1) Direcció d'avanç, (2) tub de contacte, (3) elèctrode, 4) gas(5) metall fos de soldadura(6) metall de soldadura solidificat, (7) peça a soldar.

La soldadura GMAW (Gas Metal Arc Welding) sovint coneguda amb el nom de soldadura MIG/MAG, és un procés semiautomàtic, automàtic o robotitzat de soldadura que utilitza un elèctrode consumible i continu, allotjat en una bobina, el qual és alimentat cap a la pistola juntament amb un gas inert en la soldadura MIG o gas actiu en la soldadura MAG. En el cas de MIG el gas crea una atmosfera protectora lliure d'oxigen i, en el MAG, a més de protegir, el gas participa en la millora de la soldadura. El motiu principal que porta que sigui necessari crear una atmosfera de gas és desplaçar l'oxigen de l'aire. Si l'atmosfera tingués oxigen, aquest gas, juntament amb altes temperatures, produiria una ràpida oxidació dels metalls que es volen soldar.
La diferència entre la soldadura MIG i la MAG és només el tipus de gas utilitzat.
Aquest tipus de soldadura fa que no sigui necessari estar canviant d'elèctrode constantment. El procés GMAW s'utilitza molt en indústries on el temps i la qualitat de la soldadura són crucials. El principi és similar a la soldadura per arc, amb la diferència que en GMAW es disposa d'un l'elèctrode continu i la protecció del gas inert, oferint aquest mètode la capacitat de produir, de manera ininterrompuda, cordons molt més llargs i més nets sense formar-se escòria, per la qual cosa podem crear diverses capes sobreposades, l'una sobre l'altra, sense necessitat de cap neteja intermèdia

## Avantatges de la soldadura MIG/MAG
- Són soldables la majoria dels materials.
- L'elèctrode és continu, per la qual cosa s'augmenta la productivitat.
- És soldable per la majoria de posicions de soldadura (horitzontal, vertical, sostre...)
- No requereix l'extracció d'escòria.
- Poca formació de gasos tòxics i contaminants.
- És excel·lent en la majoria de gruixos.
- Baix nivell de projeccions.
- Alta qualitat de soldadura.
- Fàcil de ser executada, no cal gran perícia manual.

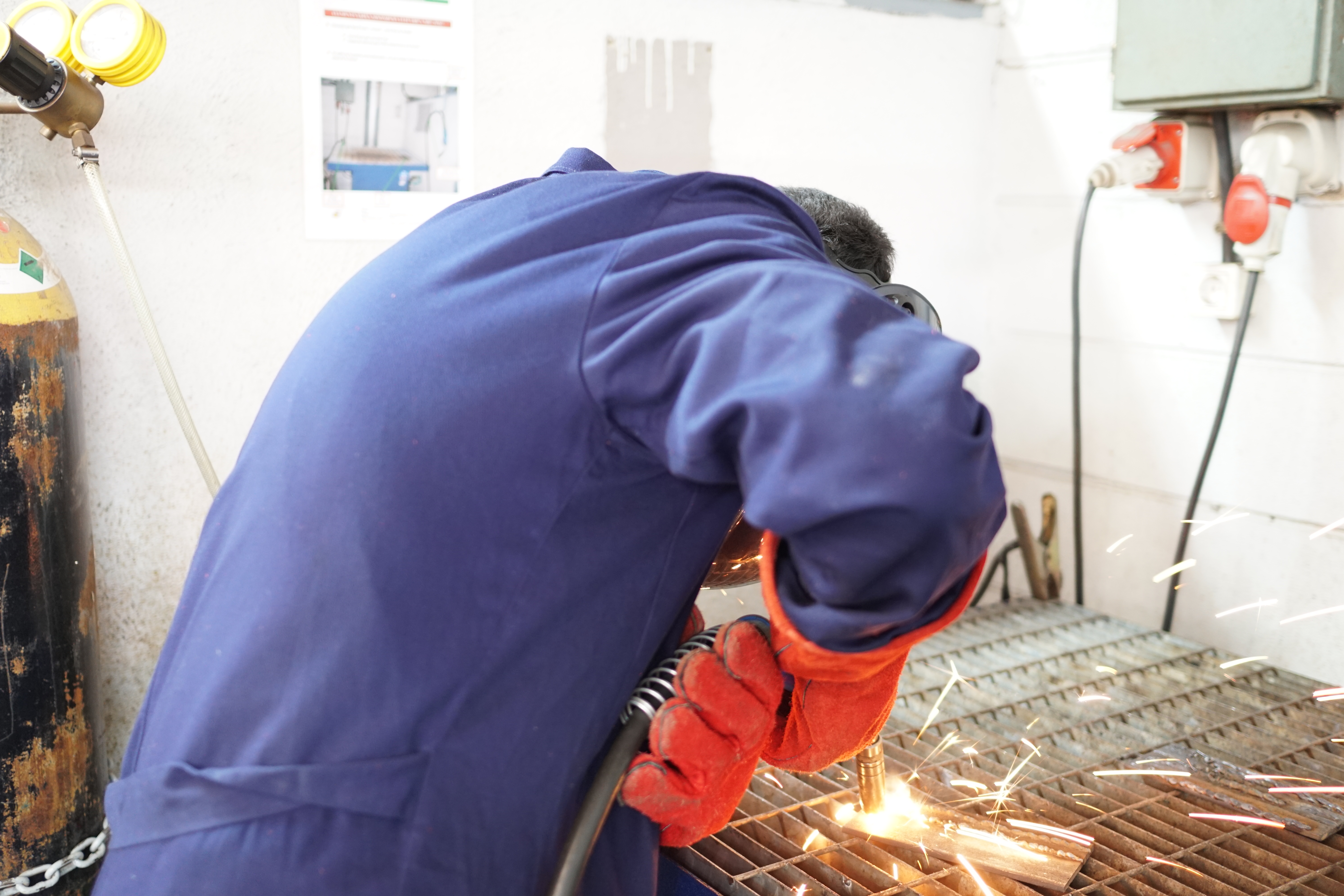
Alumne aprenent a soldar GMAW en un institut de Formació Professional.

## Limitacions de la soldadura MIG/MAG
- Equip més costós i menys transportable que la soldadura SMAW.
- Si es vol transportar cal anar amb cura amb les ampolles de gas i disposar d'un vehicle i una acreditació que permeti els desplaçaments.
- Difícil utilització en espais reduïts, requereix conduccions de gas i, a vegades, aigua per la refrigeració.
- Poc adequat per a soldar a l'aire lliure (el gas es veu afectat per l'aire).
- El material a soldar, prèviament, s'ha de preparar (net, sense òxids, greixos, pols...). A vegades cal aixamfranar el perímetre per on s'hi ha d'aplicar la soldadura.
- Cal menys destresa, però més coneixements tècnics de l'equip.
- Fa falta disposar de corrent elèctric (o d'un generador d'electricitat) que permeti disposar de gran intensitat

## Equip necessari

GMAW equip. (1) pistola de soldadura,(2) metall base, (3) font de corrent, (4) Debanador (5) fil de soldadura (6) bombona de gas

- Debanador (aparell que fa girar la bobina del fil de la soldadura)
- Font de corrent elèctric (inclou un transformador, un rectificador i altres elements elèctrics i/o electrònics de potència)
- Fil de soldadura.
- Gas de protecció.
- Pistola de soldadura.
- Cables, tubs i mànegues.
- Font de subministrament de gas.
- Sistema de regulació del cabal i la pressió del gas de protecció.
- Bombona de gas i cabalímetre.

## Soldadura MIG

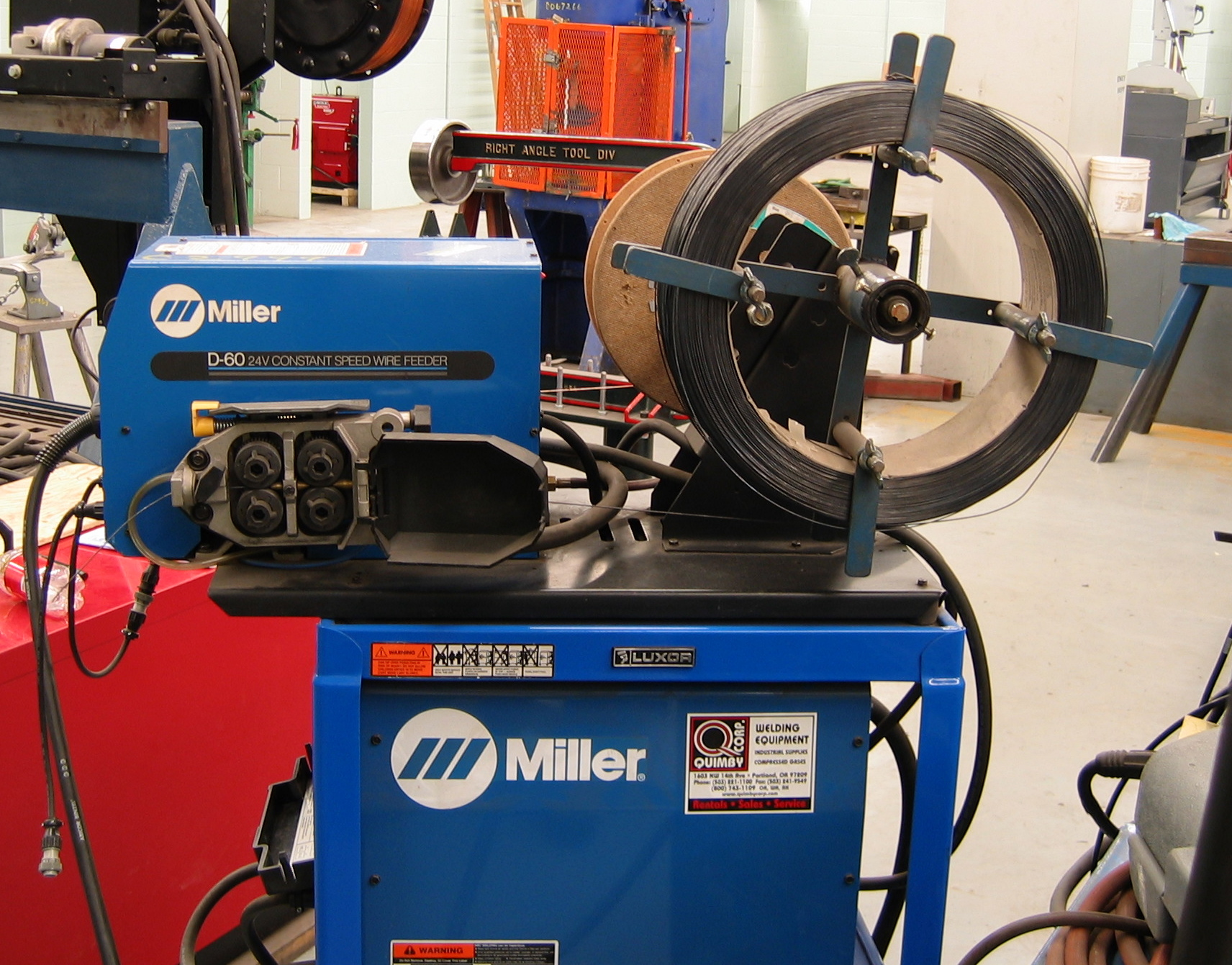
Màquina per a soldadura MIG, MAG i TIG. A la dreta es pot apreciar la bobina que conté l'elèctrode

El mètode MIG (Metal Inert Gas welding) utilitza un gas inert (argó, heli o una barreja d'ambdós). S'empra, sobretot, per soldar acers inoxidables, coure, alumini, xapes d'acer galvanitzades i aliatges lleugers. A vegades és millor utilitzar heli, ja que aquest gas té una més gran ionització i per tant, major rapidesa de generació d'escalfor.
El paper de l'elèctrode consumible, es realitza mitjançant un filferro especial fet d'alumini, acer o altres materials, el qual s'enrotlla en una bobina i s'alimenta automàticament a la zona de la soldadura. La velocitat d'alimentació és proporcional al seu diàmetre i corrent 
És més cara que la soldadura MAG, a causa del preu més elevat del gas que utilitza.

## Soldadura MAG

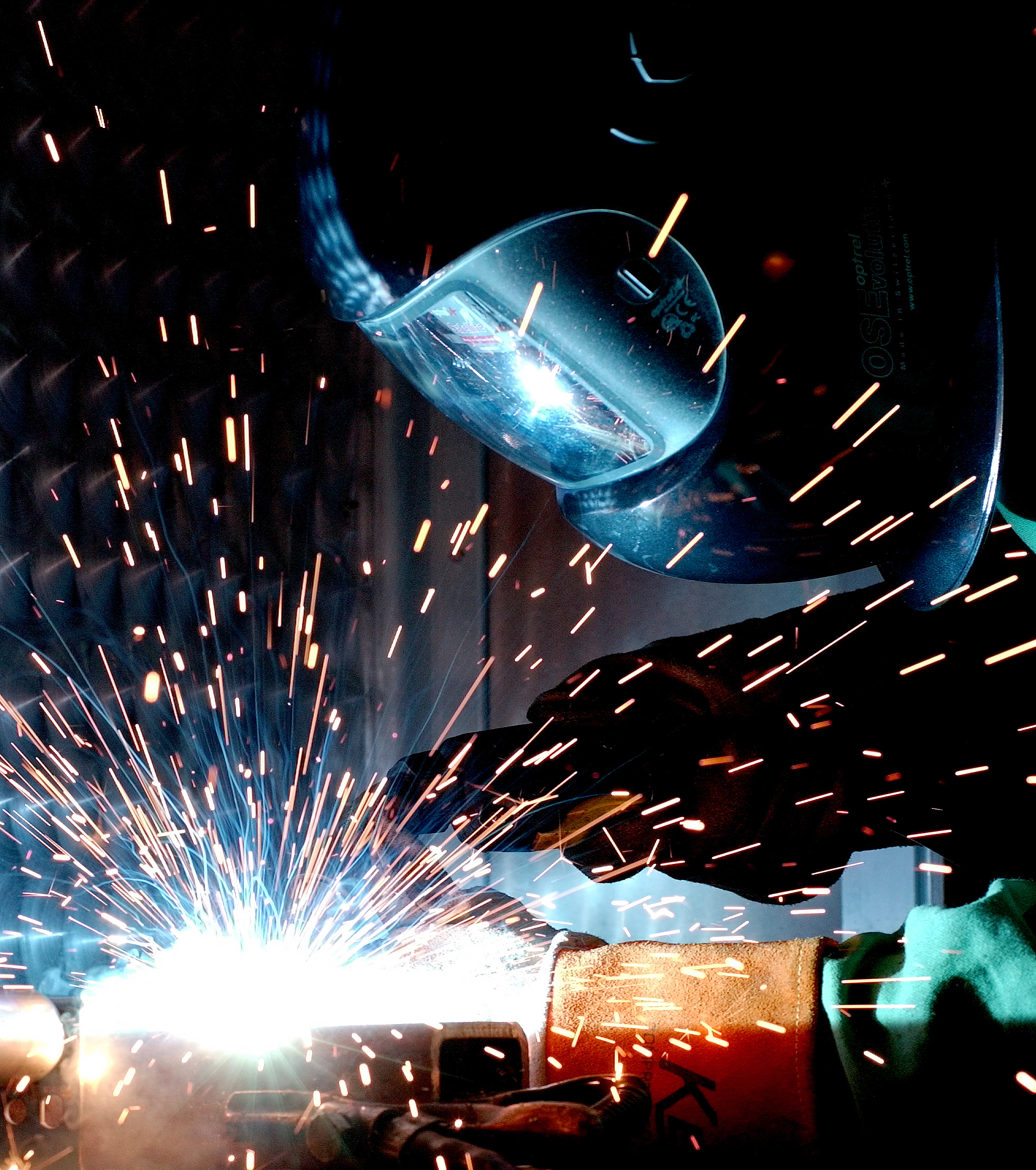
Soldadura MAG.

La soldadura MAG (Metal Active Gas welding) és un tipus de soldadura que utilitza un gas protector químicament actiu (diòxid de carboni, argó més diòxid de carboni o argó més oxigen).
S'utilitza bàsicament per a acers no aliats o de baix aliatge. No es pot usar per a soldar acers inoxidables ni alumini o aliatges d'alumini.
És més barata que la soldadura MIG per raó del preu més baix del gas que utilitza.

## Processos de transferència del metall
En la soldadura per arc, el metall es pot transferir al bany de soldadura de quatre formes diferents:

### Transferència per curtcircuit
Aquest tipus de soldadura és la més utilitzada per l'aplicació MAG, és caracteritzat per provocar l'extinció de l'arc a causa d'una gota del material de l'elèctrode, així provocant un curtcircuit. Aquest fet és degut en colpejar la superfície del bany de soldadura abans de separar-se de l'extrem de l'elèctrode. Aquesta opció de fusió de l'elèctrode passa en condicions de baixa intensitat i baix voltatge de l'arc de soldadura. A causa de les baixes condicions de soldadura, l'entrada de calor al metall processament durant la soldadura amb curtcircuit és limitada. El conjunt de soldadura de petites dimensions que evita que les gotes siguin massa grans, proporciona un control de soldadura senzill i permet el processat de metalls en qualsevol posició espacial. S'obté amb un amperatge comprès entre (30A a 200A) i voltatges d'entre (16V a 22V).

### Transferència globular
Aquest mètode és bàsicament un curtcircuit incontrolat, que es caracteritza per un gran volum de metall soldat procedent del filferro.
El metall és transferit en gotes de gran dimensió i passa per la gravetat quan el pes d'aquestes gotes excedeix la tensió superficial. És difícil controlar tal soldadura, ja que el metall quan se solda de forma vertical, flueix cap avall o es cau durant la soldadura del sostre. Aquest fet elimina la possibilitat d'utilitzar la soldadura amb transferència de gotes grans en aquestes posicions. Entre les seves limitacions, produeix gran quantitat de projeccions.
S'obté amb un amperatge comprès entre (200A a 500A) i voltatges d'entre (25V a 35V).

### Transferència per polvorització axial

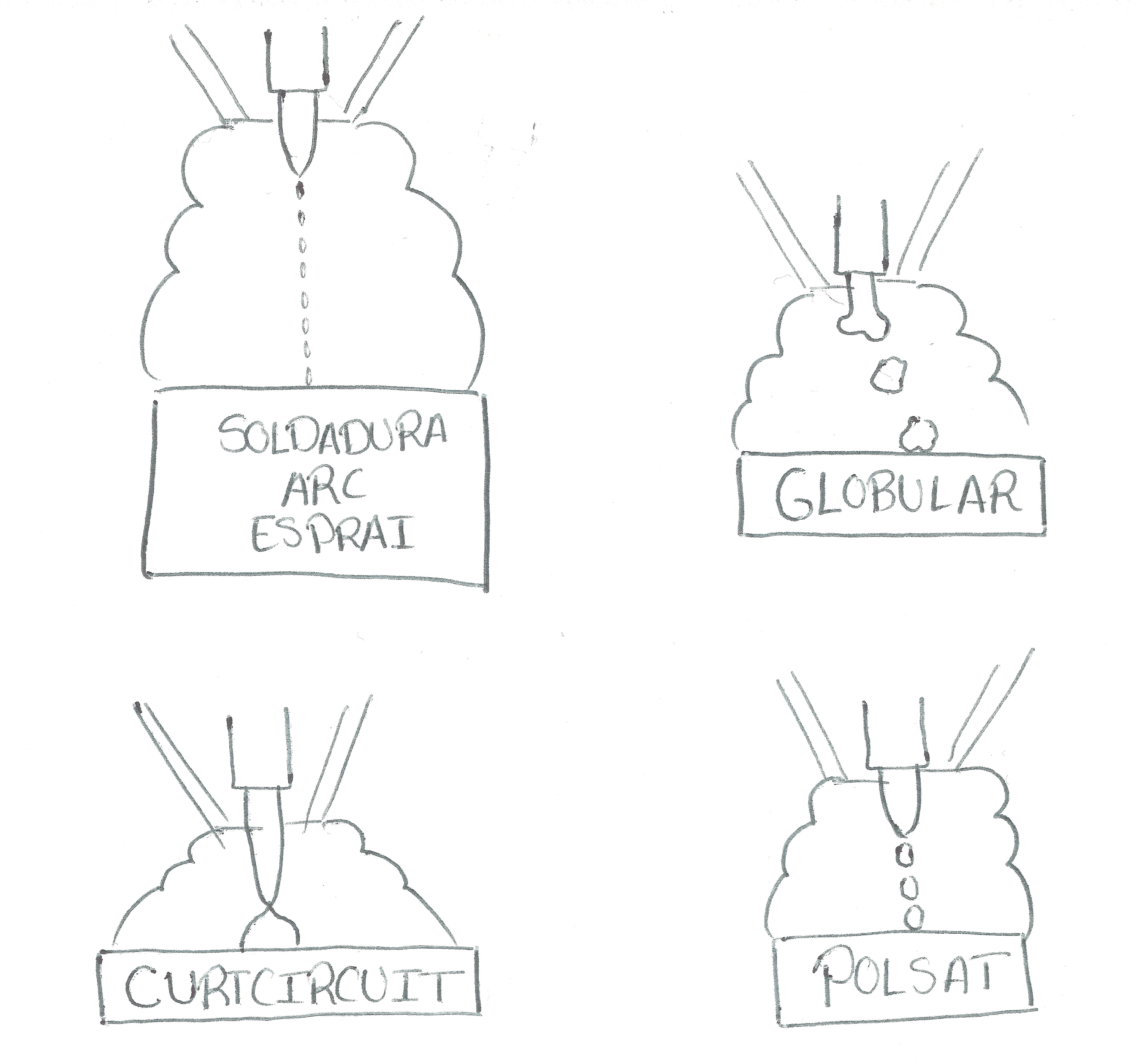
Processos de transferència del metall

Aquest tipus de soldadura es realitza de forma de gotes fines que es dipositen sobre el metall base de forma interrompuda. Entre els seus avantatges en podem destacar la bona penetració, bona aparença i poques projeccions. Es precisa la utilització de corrent continua i l'elèctrode positiu per garantir que les gotes es formin i es deixin anar en qüestió de centenars per segon. El gas de protecció és l'argó o una mescla rica d'argó.

### Transferència per arc polsat
En aquest tipus de transferència, es combina la superposició de dos corrents, una interrompuda i de dèbil intensitat l'objectiu del qual és proporcionar al fil, l'energia calorífica per mantenir l'arc encès.
A més aquest tipus de transferència no crea projeccions ni corre el perill de falta de fusió, a més no es veu limitat per la posició a l'hora de soldar.
Amb cada pulsació fa fondre una gota del mateix diàmetre que el fil desprenent-ho sobre la peça abans que el fil toqui la peça.